# Арпиарян, Арпиар
Арпиа́р Арпиаря́н (арм. Արփիար Արփիարյան; 21 декабря 1851, Константинополь — 12 февраля 1908, Каир) — армянский писатель,  литературный критик и публицист. В своих художественных произведениях придерживался традиций реализма и способствовал развитию армянской реалистической литературы. Большую часть его творческого наследия составляют рассказы.

## Биография
Арпиар родился на борту корабля, пришедшего в Константинополь из анатолийского Самсуна. Учился в армянской школе в Ортакёе, пригороде столицы, где поселилась его семья. В 1867 году отправился в Венецию, в армянский католический монастырь Святого Лазаря, где изучал армянский язык и историю. Среди его учителей был и прославленный монах-энциклопедист Гевонд Алишан. После завершения обучения Арпиар вернулся в Константинополь, где ему была предложена должность секретаря в Армянской патриархии и где он проработал некоторое время в качестве бухгалтера, но затем обратился к журналистике.
С 1877 года печатался в газете «Мшак» (Тифлис, Российская империя), где публиковал статьи о жизни, культуре и политическом движении западных армян в Османской империи. В 1884 году в Константинополе им была основана газета «Аревелк», выходившая на армянском языке (её издание продолжалось до 1915 года); в том же году он побывал в Тифлисе, где был принят как известный армянский писатель и деятель. В это же время он стал редактором литературной газеты «Масис».
В 1889 году Арпиарян вступил в социал-демократическую партию Гнчак, в 1890 году участвовал в демонстрации Ким-Капу и за это был арестован, но вскоре вышел на свободу по амнистии. В 1891 году возглавил газету «Айреник» («Родина»), в которой сотрудничал со многими видными писателями Турецкой Армении. В 1896 году из-за преследований со стороны правительства и под влиянием массовых убийств армян был вынужден покинуть Османскую империю и переехал в Великобританию; в Лондоне основал армяноязычную газету «Нор-Кянк» (рус. «Новая жизнь»). В 1901—1902 годах предпринял путешествие в Париж и Венецию, где также занимался публицистической деятельностью. В Венеции им была написана новелла «Гармир Замуц». В 1905 году Арпиарян переехал в Каир, став редактором сразу двух армяноязычных журналов - «Ширак» (Շիրակ) и «Лусабер» (Լուսաբեր).
Был убит в 1908 году в Каире, предположительно — наёмниками его политических противников. Его последние слова были: «Хай эм!» (Я - армянин!). Вскоре после убийства Арпиаряна, в 1909 году, новый редактор перевёл журнал «Ширак» в Константинополь, где к власти пришли младотурки.
Наиболее известные его произведения — сборник новелл «Картины жизни» (1885) и повесть «Золотой браслет», носящая антикапиталистическую направленность.